# Silvia Careddu
Silvia Careddu (Cagliari, 5 marzo 1977) è una flautista italiana.

## Biografia
Silvia Careddu è una flautista italiana ed è una dei più apprezzati interpreti delle scene internazionali.
Inizia il suo percorso di studi nella sua città natale al Conservatorio di Cagliari, proseguendoli presso il Conservatoire national supérieur de Paris e ottenendo
nel 2002 il Premier Prix "à l'unanimité avec les félicitations du jury". Continua in seguito la sua formazione sotto la guida del Mº Aurèle Nicolet. Primo premio all'unanimità e Premio del Pubblico del Concours international d'exécution musicale de Genève nel 2001, di cui è stata Presidente di giuria della 77ª edizione. Attualmente primo flauto dell'Orchestre National de France (Parigi), ha ricoperto lo stesso ruolo presso la Konzerthausorchester Berlin (2004-2014), i Wiener Symphoniker (2015-2017) e i Wiener Philharmoniker (2017-2019).
Silvia Careddu insegna alla Zürcher Hochschule der Künste (Università delle Arti di Zurigo) ed è Visiting Professor alla Royal Academy of Music di Londra. Completa la sua attività didattica svolgendo Masterclass presso le maggiori istituzioni musicali d'Europa, Asia e Stati Uniti d'America. Oltre a essere stata insignita del Premio Donna Sarda nel 2017, Silvia riceve nel 2024 il Premio Navicella, riconoscimento attribuito a personalità di spicco nel mondo della cultura.

## Discografia
- 2006 – Eric Tanguy: Chamber music - Henri Demarquette (Transart Live)
- 2008 – J. S. Bach: Flute Sonatas - Emmanuel Pahud, Trevor Pinnock (EMI)
- 2013 – Poland Abroad - Aperto Piano Quartet (EDA Records)
- 2023 – Paris & Rome  (Daiki Sound CO.)